# 人格主義心理学
人格主義心理学は、ウィリアム・スターンの研究対象とした心理学の一つ。主知主義的にひとの人格を分析することを特徴とした。児童心理学への視野も確保して、知覚の発達段階に言及した『幼児心理学』、『児童言語』を著した。スターンは自身の基本的観点を、人格主義的－発生論的観点とよんだ。